# Brachystelma albipilosum
Brachystelma albipilosum là một loài thực vật có hoa trong họ La bố ma. Loài này được A.Lancaster ex Peckover mô tả khoa học đầu tiên năm 1997.